# Slawinsk (Kaliningrad)
Slawinsk (russisch Славинск, deutsch Goldbach, Kreis Wehlau, litauisch Galdė, auch: Auksapiai) ist eine Ortschaft in der russischen Oblast Kaliningrad (Königsberg) im Rajon Gwardeisk (Tapiau). Sie gehört zur kommunalen Selbstverwaltungseinheit Stadtkreis Gwardeisk.

## Geographische Lage
Die Ortschaft liegt in der historischen Region Ostpreußen, etwa 47 Kilometer nordöstlich der Stadt Kaliningrad (Königsberg) und zwölf Kilometer nördlich von Gwardeisk (Tapiau).

## Geschichte

Groß Goldbach, östlich von Königsberg und nordnordwestlich der Stadt Wehlau, auf einer Landkarte von 1910

Als Gründer des bis 1946 Goldbach genannten Dorfes soll Helwig von Goldbach gewesen sein. Er stammte aus dem namensgleichen Dorf Goldbach bei Gotha in Thüringen, war Konventsbruder in Christburg (heute polnisch: Dzierzgoń) und wohl bei der Gefangennahme des Herkus Monte dabei. Aufgestiegen zum Landmeister in Preußen ließ er zwischen 1300 und 1302 das Dorf und die Kirche Goldbach anlegen. Eine – wohl bestätigende – Handfeste stammt aus dem Jahre 1375.
Kurfürst Georg Wilhelm verpfändete 1636 Goldbach an Simon Janßen. 1652 kam es auf gleiche Weise an Anschatz von der Trenck, dessen Familie noch 1692 Pfandgläubiger war.
Am 13. Juni 1874 wurde Goldbach namensgebender Ort und Amtssitz eines neu errichteten Amtsbezirks, der bis 1945 bestand und zum Kreis Wehlau im Regierungsbezirk Königsberg der preußischen Provinz Ostpreußen gehörte. Am 7. Juni 1889 wurde das kommunalfreie Etablissement Mühle Goldbach eingegliedert. Bis zum 30. April 1910 unterschied man zwischen den Ortschaften Groß Goldbach und Klein Goldbach, die sich dann zur Landgemeinde Goldbach zusammenschlossen. Diese zählte im gleichen Jahr insgesamt 750 Einwohner.
Am 30. September 1928 vergrößerte sich Goldbach um die Orte Garbeningken (nicht mehr existent) und Groß Köwe (russisch: Sowchosnoje, ebenfalls erloschen) sowie Karpau (heute russisch: Jarki), die eingemeindet wurden. Die Zahl der Einwohner wuchs auf diese Weise bis 1933 auf 1.017 und betrug 1939 noch 952.
Im Jahre 1945 wurde Goldbach in Kriegsfolge zusammen mit dem nördlichen Ostpreußen von der Sowjetunion besatzungsrechtlich in eigene Verwaltung genommen. Der Ort erhielt 1947 die russische Bezeichnung Slawinsk. Der Ort war bis 2005 Verwaltungssitz eines Dorfsowjets bzw. Dorfbezirks und anschließend bis 2014 Verwaltungssitz einer Landgemeinde. Seit 2014 gehört der Ort zum Stadtkreis Gwardeisk.

### Amtsbezirk Goldbach 1874–1945
Zum 1874 errichteten Amtsbezirk Goldbach gehörten anfangs zwölf Gutsbezirke (GB) bzw. Landgemeinde (LG):
| Name                | russischer Name | Bemerkungen                                             |
| ------------------- | --------------- | ------------------------------------------------------- |
| Garbeningken (GB)   |                 | 1928 in die Landgemeinde Goldbach eingegliedert         |
| Groß Goldbach (LG)  | Slawinsk        | ab 1910: Landgemeinde Goldbach                          |
| Groß Keylau (LG)    | Poddubnoje      |                                                         |
| Groß Köwe (GB)      | Sowchosnoje     | 1928 in die Landgemeinde Goldbach eingemeindet          |
| Groß Kuglack (GB)   | Jassenskoje     | ab 1928: Landgemeinde Kuglack                           |
| Karpau (GB)         | Jarki           | 1928 in die Landgemeinde Goldbach eingegliedert         |
| Klein Goldbach (LG) | Slawinsk        | ab 1910: Landgemeinde Goldbach                          |
| Klein Keylau (LG)   |                 | vor 1883 in die Landgemeinde Groß Keylau eingegliedert  |
| Klein Kuglack (GB)  |                 | ab 1928: Landgemeinde Kuglack                           |
| Perkuiken (GB)      | Nachimowo       | ab 1923: Landgemeinde Roddau-Perkuiken                  |
| Perpolken (GB)      | Belowo          | 1928 in die Landgemeinde Roddau-Perkuiken eingegliedert |
| Wilhelminenhof (GB) | Nachimowo       | 1928 in die Landgemeinde Roddau-Perkuiken eingegliedert |
| vor 1908:           |                 |                                                         |
| Roddau (GB)         | Nachimowo       | ab 1923: Landgemeinde Roddau-Perkuiken                  |

Aufgrund der Umstrukturierungen gehörten am 1. Juni 1945 lediglich noch die vier Gemeinden Goldbach, Groß Keylau, Kuglack und Roddau-Perkuiken zum Amtsbezirk Goldbach.

### Slawinski selski Sowet/okrug 1947–2005
Der Dorfsowjet Slawinski selski Sowet (ru. Славинский сельский Совет) wurde im Juni 1947 eingerichtet. Nach dem Zerfall der Sowjetunion bestand die Verwaltungseinheit als Dorfbezirk Slawinski selski okrug (ru. Славинский сельский округ). Im Jahr 2005 wurden die verbliebenen Orte des Dorfbezirks (mit der Ausnahme von Prigorodnoje, das in die städtische Gemeinde Gwardeiskoje gorodskoje posselenije eingegliedert wurde) in die neu gebildete Landgemeinde Slawinskoje selskoje posselenije übernommen.
| Ortsname                   | Name bis 1947/50                                                               | Bemerkungen |
| -------------------------- | ------------------------------------------------------------------------------ | --- |
| Belowo (Белово)            | Perpolken                                                                      | Der Ort wurde 1947 umbenannt. |
| Chlebnoje (Хлебное)        | Hubendorf                                                                      | Der Ort wurde 1950 umbenannt und vor 1975 verlassen.                                                                                       |
| Demidowo (Демидово)        | Groß Uderballen, 1938–1945 „Großudertal“, und Augstupönen, 1938–1945 „Udertal“ | Der Ort wurde 1947 umbenannt. |
| Dobroljubowo (Добролюбово) | Lieblacken                                                                     | Der Ort wurde 1950 umbenannt und vor 1975 verlassen.                                                                                       |
| Jarki (Ярки)               | Karpau                                                                         | Der Ort wurde 1947 umbenannt. Er verlagerte sich offenbar zum ehemaligen deutschen Ort Garbeningken, der zuvor offenbar zu Belowo gehörte. |
| Jassenskoje (Ясеньское)    | (Groß) Kuglack                                                                 | Der Ort wurde 1947 umbenannt. |
| Jastrebki (Ястребки)       | Lischkau                                                                       | Der Ort wurde 1947 umbenannt und vor 1975 verlassen.                                                                                       |
| Kostjukowo (Костюково)     | Szillenbruch 1936–1947 Schillenbruch                                           | Der Ort wurde 1950 umbenannt und vor 1975 verlassen.                                                                                       |
| Kruglowka (Кругловка)      | Neuendorf                                                                      | Der Ort wurde 1947 umbenannt. |
| Lukjanowo (Лукьяново)      | Szillenberg                                                                    | Der Ort wurde 1947 umbenannt und vor 1975 verlassen.                                                                                       |
| Luschki (Лужки)            | Pomauden                                                                       | Der Ort wurde 1947 umbenannt und vor 1988 an den Ort Prigorodnoje angeschlossen.                                                           |
| Ossinowka (Осиновка)       | Stampelken                                                                     | Der Ort wurde 1947 umbenannt. |
| Ostrikowo (Остриково)      | Groß Fritschienen                                                              | Der Ort wurde 1947 umbenannt und vor 19755verlassen.                                                                                       |
| Poddubnoje (Поддубное)     | Groß Keylau                                                                    | Der Ort wurde 1947 umbenannt. |
| Prigorodnoje (Пригородное) | Hasenberg                                                                      | Der Ort wurde 1947 umbenannt. |
| Ramenskoje (Раменское)     | Wilmsdorf                                                                      | Der Ort wurde 1947 umbenannt und vor 1975 verlassen.                                                                                       |
| Sabarje (Забарье)          | Moterau                                                                        | Der Ort wurde 1947 umbenannt. |
| Slawinsk (Славинск)        | Goldbach                                                                       | Verwaltungssitz |
| Sowchosnoje (Совхозное)    | Groß Köwe                                                                      | Der Ort wurde 1947 umbenannt und vor 1988 an den Ort Slawinsk angeschlossen.                                                               |
| Stolbowoje (Столбовое)     | Lindenau                                                                       | Der Ort wurde 1947 umbenannt und vor 1975 verlassen.                                                                                       |
| Talalichino (Талалихино)   | Klein Uderballen, 1938–1945 „Kleinudertal“                                     | Der Ort wurde 1950 umbenannt und vor 1975 verlassen.                                                                                       |
| Wekowoje (Вековое)         | Klein Grünlauken                                                               | Der Ort wurde 1950 umbenannt und vor 1975 verlassen.                                                                                       |
| Wolkowo (Волково)          | Michelau                                                                       | Der Ort wurde 1950 umbenannt und vor 1975 verlassen.                                                                                       |
| Wolnoje (Волное)           | Klein Birkenfeld                                                               | Der Ort wurde 1947 umbenannt und vor 1975 verlassen.                                                                                       |

### Slawinskoje selskoje posselenije 2005–2014

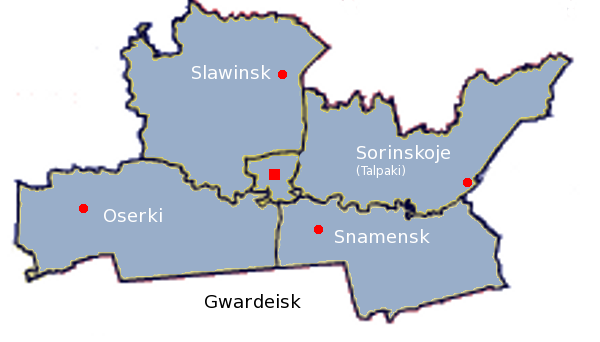
Die Lage der Landgemeinde Slawinskoje selskoje posselenije im Nordwesten des Rajon Gwardeisk

Die Landgemeinde Slawinskoje selskoje posselenije (ru. Славинское сельское поселение) wurde im Jahr 2005 eingerichtet.  Die Fläche der Landgemeinde Slawinskoje betrug 219,5 km² und umfasste etwa 3.000 Einwohner.
Zur Slawinskoje selskoje posselenije gehörten 20 jeweils „Siedlung“ (russisch: possjolok) genannte Ortschaften, die bis 2005 den beiden Dorfsowjets Slawinski bzw. Borski zugeordnet waren. Im Jahr 2014 wurden diese Orte in die kommunale Selbstverwaltungseinheit Stadtkreis Gwardeisk eingegliedert.
| Ortsname                | deutscher Name                                              |  | Ortsname                       | deutscher Name         |
| ----------------------- | ----------------------------------------------------------- |  | ------------------------------ | ---------------------- |
| Belowo (Белово)         | Perpolken                                                   |  | Losowoje (Лозовое)             | Kremitten und Podollen |
| Borskoje (Борское)      | Schiewenau                                                  |  | Malinowka (Малиновка)          | Biothen und Podewitten |
| Cholmy (Холмы)          | Adlig Popelken                                              |  | Ossinowka (Осиновка)           | Stampelken             |
| Demidowo (Демидово)     | Augstupöhnen (Uderhöhe), und: Groß Uderballen (Großudertal) |  | Poddubnoje (Поддубное)         | Groß Keylau            |
| Jablonowka (Яблоновка)  | Bartenhof                                                   |  | Roschtschino (Рощино)          | Possindern             |
| Jarki (Ярки)            | Karpau                                                      |  | Sabarje (Забарье)              | Moterau                |
| Jassenskoje (Ясеньское) | (Groß) Kuglack                                              |  | Slawinsk (Славинск)            | Goldbach               |
| Kalinkowo (Калинково)   | Irglacken                                                   |  | Sokolniki (Сокольники)         | Langendorf             |
| Kruglowka (Кругловка)   | Neuendorf                                                   |  | Swenjewoje (Звеньевое)         | Popehnen               |
| Kurgan (Курган)         | Kuxtern                                                     |  | Welikolukskoje (Великолукское) | Wargienen              |

## Verkehr
An das Straßennetz ist die Ortschaft über die russische Fernstraße R 512 angebunden. Innerorts enden zwei Nebenstraßen, die von Polessk (Labiau) über Iwanowka (Adlig Bärwalde) bzw. von Ossinowka (Stampelken) über Demidowo (Augstupöhnen, 1938–1946 Uderhöhe) kommen.
Eine Bahnanbindung besteht heute lediglich über Gwardeisk (Tapiau) an der Bahnstrecke Kaliningrad–Nesterow (Königsberg–Stallupönen/Ebenrode) – Teilstücke der einstigen Preußischen Ostbahn zur Weiterfahrt nach Litauen und in das russische Kernland. Bis 1945 war das damalige Goldbach Bahnstation an der nicht mehr betriebenen Bahnstrecke Tapiau–Labiau (heute russisch: Gwardeisk–Polessk) der Wehlau–Friedländer Kreisbahnen.

## Kirche

### Kirchengebäude
Die Kirche Goldbach war ein 1706 wiederhergestellter auf das 14. Jahrhundert zurückgehender Saalbau als Feldsteinen und Ziegeln mit vorgesetztem Westturm. Altar, Kanzel und auch Taufengel und Beichtstuhl sollen der Werkstatt des Christian Klodssey entstammen. 1859 wurde die Orgel von Scherweit in Königsberg (Preußen) erstellt.
Die Kirche kam unversehrt durch den Zweiten Weltkrieg. Danach wurde sie jedoch zweckentfremdet und als Lagerhalle genutzt. Der Verfall war vorprogrammiert: das Dach ist in den 1970er Jahren eingefallen, Mauerteile des Kirchenschiffs verschwanden, und so steht heute nur noch die Turmruine mit einigen zu erahnenden Mauerfragmenten.

### Kirchengemeinde
Goldbach war bereits in vorreformatorischer Zeit ein Kirchdorf, in das die Reformation schon bald – bereits 1527 war hier ein lutherischer Geistlicher tätig – Einzug hielt. Mit seinem weitflächigen Kirchspiel gehörte die Pfarrei bis 1945 zum Kirchenkreis Wehlau (heute russisch: Snamensk) in der Kirchenprovinz Ostpreußen der Kirche der Altpreußischen Union. 1925 zählte das Kirchspiel 3.300 Gemeindeglieder.
Heute liegt Slawinsk im Einzugsbereich zweier in den 1990er Jahren neu entstandenen evangelisch-lutherischen Gemeinden: Gwardeisk (Tapiau) und Nekrassowo (Groß Scharlack). Beide sind Filialgemeinden der Auferstehungskirche in Kaliningrad (Königsberg) innerhalb der Propstei Kaliningrad der Evangelisch-lutherischen Kirche Europäisches Russland.

## Persönlichkeiten des Ortes
- Balthasar Tilesius (1673–1735), deutscher Jurist